# بيريللي
بيرلي (بالإيطالية: Pirelli)‏ هي شركة متعددة الجنسيات مقرها ميلانو، إيطاليا.وهي متخصصة في صناعة الاطارات وتعد خامس أكبر مصنع للاطارات في العالم، وهي موجودة في 160 دولة عبر 10000 وكيل وموزع، وكان الراعي الرسمي التاريخي لنادي إنتر ميلانو الإيطالي لكرة القدم.

## وصلات خارجية
- الموقع الرسمي
- PirelliTyre.com Pirelli Tyres Worldwide
- PirelliRE.com نسخة محفوظة 24 أكتوبر 2010 على موقع واي باك مشين. Pirelli Real Estate
- Yahoo! Pirelli & C. SpA Company Profile
- Pirelli Scorpion Tires